# KLK11
KLK11‏ (Kallikrein related peptidase 11) هوَ بروتين يُشَفر بواسطة جين KLK11 في الإنسان.